# Гормон-чувствительная липаза
Гормон-чувствительная липаза (Шифр КФ 3.1.1.79, HSL, ГЧЛ), также ранее известная как гидролаза холестерилового эфира (СЕН), иногда называемая триацилглицероллипаза, — разновидность липаз, является ферментом, который, в организме человека, кодируется геном LIPE.
Гормон-чувствительная липаза — это внутриклеточная нейтральная липаза, способная гидролизовать различные сложные эфиры. Фермент имеет длинную и короткую формы. Длинная форма экспрессируется в стероидогенных тканях, таких как яички, где она превращает эфиры холестерина в свободный холестерин для производства стероидных гормонов. Короткая форма экспрессируется в жировой ткани, где она гидролизует хранящиеся триглицериды до свободных жирных кислот.

## Номенклатура
Во время голодания повышенная секреция свободных жирных кислот клетками адипоцитов была приписана гормону адреналину, отсюда и название «гормон-чувствительная липаза». Другие катехоламины и адренокортикотропный гормон (АКТГ) также могут стимулировать такие реакции. Такое ферментативное действие играет ключевую роль в обеспечении основного источника энергии для большинства клеток.

## Функция
Основная функция гормон-чувствительной липазы — мобилизация накопленных жиров. ГЧЛ действует, чтобы гидролизовать жирную кислоту из молекулы триацилглицерина, освобождая жирную кислоту и диглицерид, или жирную кислоту из молекулы диацилглицерина, освобождая жирную кислоту и моноглицерид. Этот процесс способствует метаболизму энергии у млекопитающих. Другой фермент, обнаруженный в жировой ткани, жировая триглицерид-липаза (ЖТЛ), имеет более высокое сродство к триглицеридам, чем ГЧЛ, и ЖТЛ преимущественно действует как фермент для гидролиза триглицеридов в адипоцитах. ГЧЛ также известен как триглицерид липаза, в то время как фермент, который расщепляет вторую жирную кислоту в триглицериде, известен как диглицерид липаза, а третий фермент, который расщепляет конечную жирную кислоту, называется моноглицерид липазой. Только начальный фермент подвержен действию гормонов, отсюда и название его гормоночувствительной липазы. Диглицеридные и моноглицеридные ферменты работают в десятки и сотни раз быстрее, поэтому ГЧЛ является лимитирующим этапом при отщеплении жирных кислот от молекулы триглицерида.
ГЧЛ активируется, когда организму необходимо мобилизовать запасы энергии, и поэтому положительно реагирует на катехоламины, АКТГ. Она ингибируется инсулином. Раньше считалось, что глюкагон активирует ГЧЛ, однако устранение ингибирующих эффектов инсулина («срезание тормозов») является источником активации. Липолитический эффект глюкагона в жировой ткани у человека минимален. 
Другой важной ролью ГЧЛ является высвобождение холестерина из сложных эфиров холестерина для использования в производстве стероидов и оттока холестерина. Активность ГЧЛ важна для предотвращения или уменьшения образования пенистых клеток при атеросклерозе.

## Активация
ГЧЛ может быть активирована двумя механизмами.
- В первом случае фосфорилированный перилипин А заставляет её перемещаться на поверхность липидной капли, где она может начать гидролиз липидной капли.
- Кроме того, он может быть активирован цАМФ-зависимой протеинкиназой (PKA). Этот путь значительно менее эффективен, чем первый, который необходим для мобилизации липидов в ответ на циклический АМФ, который сам обеспечивается активацией рецепторов, связанных с белком Gs, которые способствуют продукции цАМФ. Примеры включают бета-адренергическую стимуляцию, стимуляцию рецептора глюкагона и АКТГ стимуляцию рецептора АКТГ в коре надпочечников .
- Для активации частично очищенного ГЧЛ требуются Mg2+, АТФ и циклический АМФ[12]. Активация может быть заблокирована, когда Ser-552 не фосфорилируется, потому что фосфорилируется Ser-554, и когда дефосфорилирование Ser-552 вызывает инсулин в рецептор инсулина, вызывая ингибирование липолиза и стимуляцию транспорта глюкозы[6].
  - Гормональная стимуляция липолиза у человека похожа на крысиную[12].